# Vuelo 6895 de Iran Aseman Airlines
El vuelo 6895 de Iran Aseman Airlines era un chárter que despegó del Aeropuerto Internacional de Manas en Kirguistán con destino al Aeropuerto Internacional de Mehrabad en Teherán y sufrió un accidente el 24 de agosto de 2008. Se trataba de un Boeing 737-200 de Itek Air operado por Iran Aseman Airlines. El avión dejó de funcionar al retornar al aeropuerto de origen después de haber pasado por dificultades técnicas. Después del despegue, fue descubierto un mal funcionamiento en la cabina despresurizada. El comandante comunicó a la torre del aeropuerto de origen su intención de retornar. Al intentarlo el avión se estrelló, a unos 2 km de la pista. En mayo de ese mismo año, la aeronave había pasado una inspección técnica total.
La aeronave pertenecía a la empresa local ItekAir, que fue parte de la lista de compañías aéreas prohibidas en la Unión Europea.
El presidente kirguís Kurmanbek Bakíev decretó un día de luto nacional por las víctimas del accidente.
Por otra parte, el primer ministro kirguís, Igor Chudinov, dijo que los siete tripulantes de la aeronave sobrevivieron al accidente y se encontraban hospitalizados.

## Aeronave
El avión accidentado voló por primera vez el 16 de junio de 1980 y fue entregado el 1 de julio del mismo año a Air New Zealand como ZK-NAS. En 1995, fue vendido a Copa Airlines, y en 2003 fue vendido nuevamente a Phoenix Aviation. En 2005, Phoenix Aviation pasó a llamarse AVE.com y, en abril de 2006, cambió de manos a Itek Air. Tenía 28 años y 3 meses al momento del accidente.
Itek Air, junto con todas las compañías aéreas certificadas por las autoridades responsables de la supervisión reglamentaria de Kirguistán, está incluida en una lista de la Unión Europea de aerolíneas prohibidas por motivos de seguridad y, por lo tanto, no se le permite volar sobre el territorio de la UE. En mayo de 2008, el EX-009 pasó una inspección técnica completa.

## Accidente

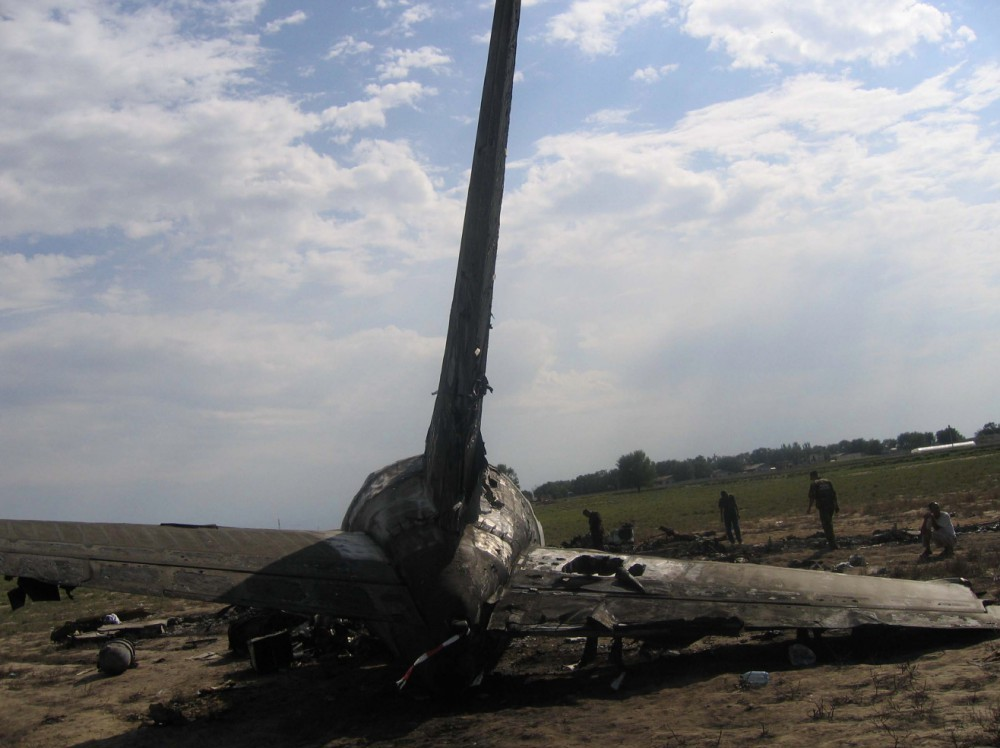
El vuelo 6895 chocó contra un terreno a unos 7,5 kilómetros del aeropuerto internacional de Bishkek-Manas.

Siete minutos después del despegue, la tripulación solicitó regresar al aeropuerto de Manas por una «razón técnica», cuando vieron un indicio de que una de las puertas no estaba bien cerrada y la cabina no estaba presurizada como se esperaba.
El ATC preguntó a la tripulación si iban a realizar una aproximación visual y la tripulación confirmó que solicita una aproximación visual.
Al darse cuenta de que la velocidad y la altitud eran demasiado altas para aterrizar, el piloto decidió ejecutar un giro de 360 grados a la izquierda cuando estaban a 6 kilómetros (3,7 millas) del aeropuerto.
Mientras ejecutaba este giro, el piloto no controló la altitud y la velocidad vertical y descendió sin darse cuenta, sin poder ver el suelo por la noche. El avión golpeó el suelo con su ala izquierda y se estrelló.
La Fuerza Aérea de los Estados Unidos envió ambulancias y aparatos contra incendios con bomberos y personal médico desde su base en el aeropuerto en respuesta a una solicitud de asistencia.

## Pasajeros
La BBC proporcionó una lista de los pasajeros sobrevivientes:
| Nacionalidad | Pasajeros | Tripulación | Total | Supervivientes |
| ------------ | --------- | ----------- | ----- | -------------- |
| Kirguistán   | 24        | 6           | 30    | 11             |
| Irán         | 52        | 1           | 53    | 10             |
| Kazajistán   | 3         | 0           | 3     | 0              |
| Canadá       | 2         | 0           | 2     | 0              |
| China        | 1         | 0           | 1     | 0              |
| Turquía      | 1         | 0           | 1     | 0              |
| Total        | 83        | 7           | 90    | 21             |

## Investigación
El Comité Interestatal de Aviación (MAK) intentó recuperar datos de las grabadoras de datos de vuelo y de voz de la cabina , que resultaron gravemente dañadas en el incendio que destruyó la mayor parte de la aeronave. Al desmontar la carcasa, tanto los mecanismos de la grabadora como los medios de cinta de la grabadora de voz se encontraron dañados, pero el MAK intentó leer los datos de los medios dañados. Los 320 mm (12,6 pulgadas) de la cinta FDR fueron dañados por el fuego. Esto resultó en 13 segundos de datos faltantes. El audio grabado en el CVR era de un vuelo anterior (Vuelo 632). Luego se determinó que el CVR no estaba funcionando correctamente en el vuelo 6895.
El MAK ha publicado su informe final. Según el informe, la puerta delantera izquierda de la cabina no estaba completamente cerrada, muy probablemente debido a un sello atascado. El MAK declaró que esto no contribuyó al accidente. Además, indicó que la falta de presurización no requería un aterrizaje urgente utilizando una aproximación visual y, por lo tanto, los pilotos deberían haber utilizado una aproximación por instrumentos.
Durante la aproximación visual, la tripulación se dio cuenta de que eran demasiado rápidos y demasiado altos para aterrizar, por lo que decidieron realizar una órbita de 360 grados para reducir su velocidad y altitud antes de aterrizar. La decisión de girar se tomó a 3,3 millas náuticas (3,8 mi; 6,1 km) del punto de referencia del aeropuerto.
Mientras ejecutaba ese viraje, el piloto que volaba descendió por debajo de la altitud mínima de maniobra, no pudo mantener contacto visual con la pista, no controló adecuadamente la altitud e ignoró las advertencias automáticas sobre la proximidad del terreno (TAWS).
La aeronave estaba realizando un giro a la izquierda de 10 grados, con el tren de aterrizaje bajado, flaps 15 y una velocidad de 160 nudos (300 km/h; 180 mph) cuando impactó contra el suelo.

### Conclusiones
El MAK concluyó que, a pesar de tener las licencias adecuadas, »el análisis de las acciones reales de la tripulación durante la aproximación, sus explicaciones y consultas sugieren que la tripulación no estaba debidamente entrenada para las aproximaciones visuales».
El MAK también concluyó que la aeronave estaba «reaccionando como se esperaba a las entradas de control» y «el fuselaje, los sistemas y motores de la aeronave, así como la aviónica [...] estaban operativos hasta el impacto, excepto que la cabina no estaba presurizada y la [cabina grabadora de voz]».
MAK concluyó que la causa del accidente fue que la tripulación permitió la reducción de altitud de la aeronave por la noche a una altura por debajo de la altura mínima durante una aproximación visual para un aterrizaje de emergencia en el aeropuerto de salida debido a la despresurización causada por una falla en el sello de la puerta delantera izquierda, lo que condujo a la colisión de la aeronave.
Según el informe, la combinación de los siguientes factores contribuyó al accidente:
Las desviaciones del procedimiento operativo estándar del Boeing 737-200 y de los principios de distribución de tareas de supervisión/vuelo del piloto;
Incumplimiento de las reglas de aproximación visual, ya que la tripulación no mantuvo contacto visual con las referencias de pista y/o tierra y no siguió los procedimientos prescritos después de perder el contacto visual;
Pérdida de control de altitud durante la aproximación frustrada (que se realizó porque el PIC evaluó incorrectamente la posición de la aeronave en comparación con la trayectoria de vuelo de descenso requerida cuando decidió realizar una aproximación directa visual);
Incumplimiento de los procedimientos prescritos después de la activación de la advertencia TAWS.

### Pilotos
Capitán: Yury Goncharov, 18.250 horas de experiencia de vuelo, 2.337 horas en B737-200
Primer oficial: Timofey Vodolagin, 4531 horas de experiencia de vuelo, 881 horas en B737-200
El capitán y el primer oficial fueron condenados a 5 años, 2 meses y 5 años respectivamente en una colonia penal. 
En agosto de 2011, se informó que ambos pilotos fueron liberados. 